# Uda (přítok Selengy)
Uda (rusky Уда) je řeka v Burjatské republice v Rusku. Je dlouhá 467 km. Povodí řeky má rozlohu 34 800 km².

## Průběh toku
Pramení na Vitimské pahorkatině. Ústí zprava do Selengy (povodí Jeniseje).

### Přítoky
- zprava - Kurba
- zleva - Chudun

## Vodní režim
Zdrojem vody jsou převážně sněhové srážky. Průměrný roční průtok vody ve vzdálenosti 5 km od ústí činí 69,8 m³/s, maximální dosahuje 1240 m³/s a minimální 1,29 m³/s. Zamrzá v říjnu až v listopadu a rozmrzá v dubnu až na začátku května. Na horním toku promrzá až do dna na 2,5 až 4,5 měsíce mezi prosincem a dubnem.

## Využití
Využívá se na zavlažování. Je splavná. Při ústí řeky leží hlavní město Burjatska Ulan-Ude.